# Chiasmocleis magnova
Espèce
Statut de conservation UICN

 LC  : Préoccupation mineure
Chiasmocleis magnova est une espèce d'amphibiens de la famille des Microhylidae.

## Répartition
Cette espèce est endémique de la région de Loreto au Pérou. Elle n'est connue que dans les environs d'Iquitos,.

## Publication originale
- Moravec & Köhler, 2007 : A new species of Chiasmocleis (Anura: Microhylidae) from the Iquitos region, Amazonian Peru, with possible direct development. Zootaxa, no 1605, p. 59-67.